# François Arago

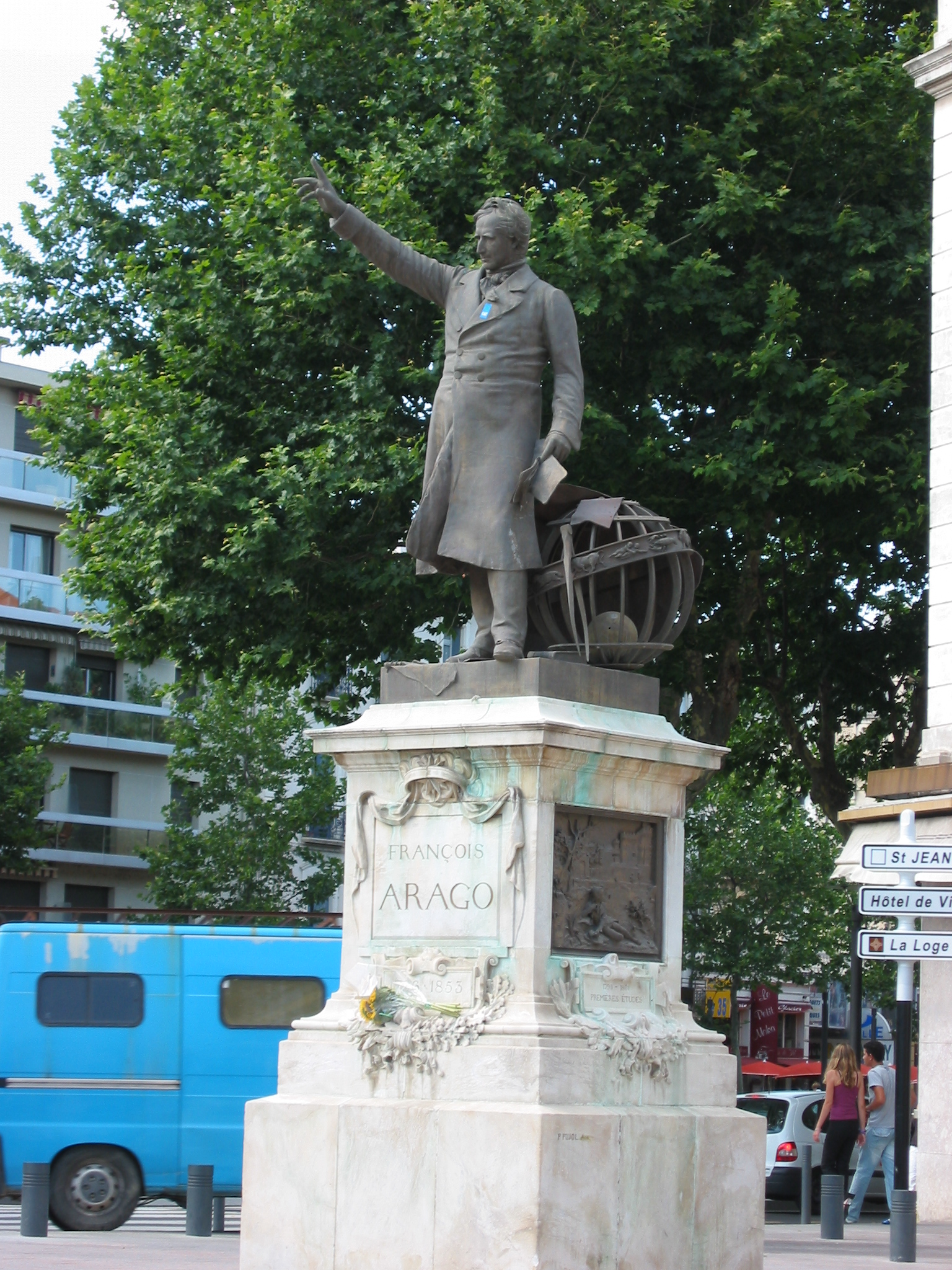
Pomnik François Arago w Perpignan

François Jean Dominique Arago (kat.: Francesc Joan Dominic Aragò) (ur. 26 lutego 1786 w Estagel pod Perpignan w departamencie Pireneje Wschodnie, zm. 2 października 1853 w Paryżu) – francuski naukowiec i polityk; fizyk, astronom i matematyk. Profesor paryskiego École polytechnique, dyrektor Obserwatorium Paryskiego, członek Francuskiej Akademii Nauk, laureat  Medalu Copleya (1825), Medalu Rumforda (1850), Pour le Mérite za Naukę i Sztukę (1842); premier Drugiej Republiki, minister floty i minister wojny.
Jako fizyk Arago zajmował się optyką, m.in. dowodami falowej natury światła przez badanie polaryzacji. Miał też wkład do fizyki atmosfery.

## Życiorys

### Pochodzenie
François Arago był najstarszym z czterech braci:
- Jean (1788–1836) wyemigrował do Ameryki i został generałem w armii meksykańskiej;
- Jacques Étienne Victor (1799–1855) wziął udział jako rysownik w wyprawie badawczej Louisa de Fercineta na pokładzie statku Uranie w latach 1817–1821, a po powrocie do Francji poświęcił się dziennikarstwu i dramatopisarstwu;
- czwarty z rodzeństwa, Étienne Vincent (1802–1892), podobno współpracował z Balzakiem, a od 1822 do 1847 napisał znaczną liczbę utworów dramatycznych, głównie we współpracy z innymi autorami.

### Kariera badawcza
François studiował na École polytechnique w Paryżu, gdzie później został wykładowcą. Prowadził badania nad polaryzacją światła. Odkrył skręcenie płaszczyzny polaryzacji światła przez kryształ kwarcu (1811), chromosferę Słońca (1840), wykrył związek pomiędzy zorzą polarną i burzami magnetycznymi. Wyznaczył również tzw. południk paryski.
Od 1809 członek Akademii Nauk. W latach 1843–1853 był dyrektorem obserwatorium paryskiego. Był członkiem honorowym Towarzystwa Warszawskiego Przyjaciół Nauk, oraz członkiem zagranicznym Królewskiej Holenderskiej Akademii Sztuk i Nauk.

### Polityka
Od 5 kwietnia 1848 do 11 maja 1848 piastował urząd ministra wojny Francji, a już od lutego tego roku był ministrem floty. Przyczynił się do zniesienia niewolnictwa w koloniach francuskich.

## Upamiętnienie

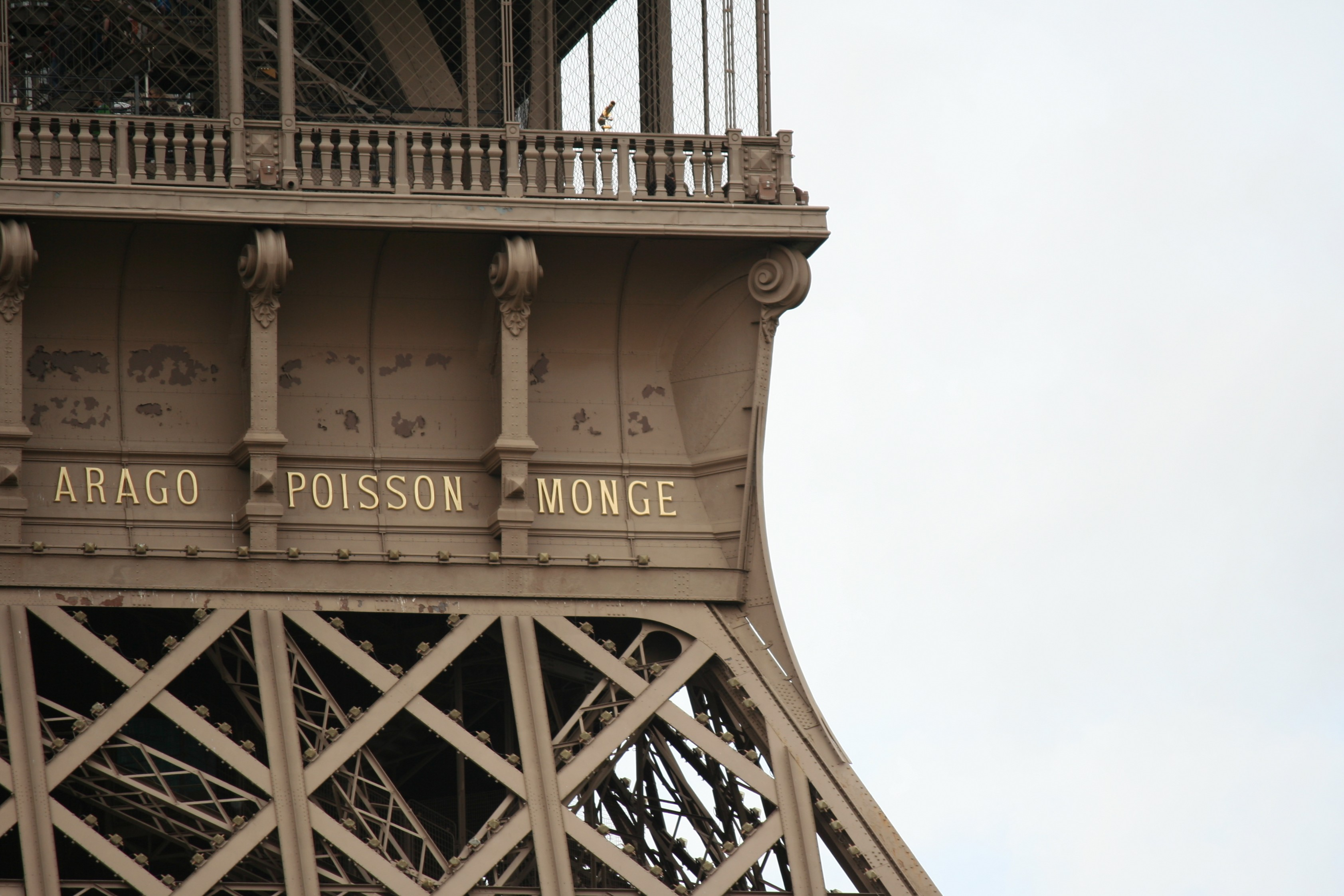
Nazwisko Arago na Wieży Eiffla w Paryżu – po lewej, obok nazwiska Poissona

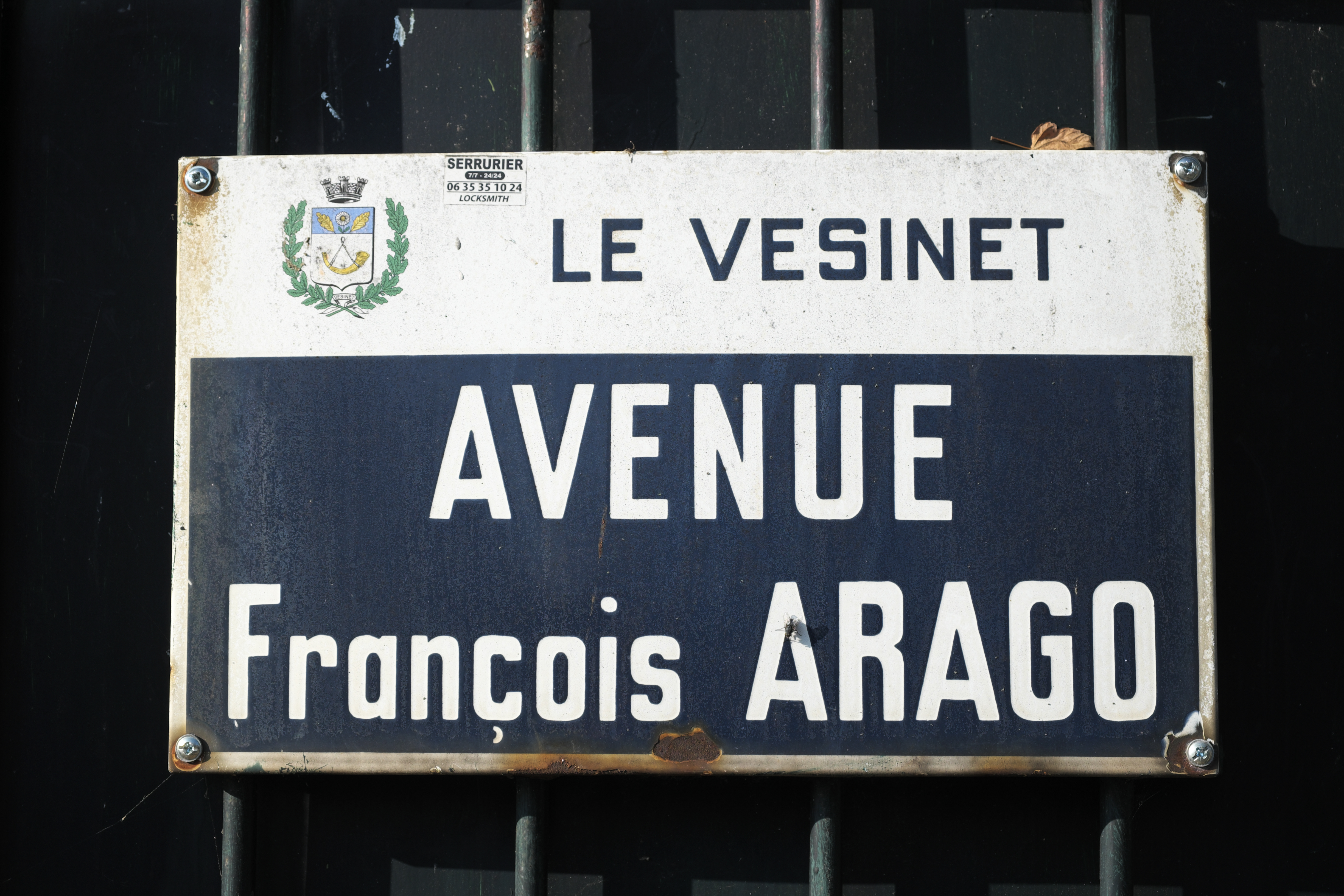
Tabliczka ulicy François Arago w Le Vésinet

### Nazewnictwo
- Od François Arago pochodzi nazwa planetoidy (1005) Arago.
- W Le Vésinet jego nazwiskiem nazwano jedną z ulic.

### Inne formy
- Jego nazwisko pojawiło się na liście 72 nazwisk na wieży Eiffla[6].
- W Perpignan w rodzinnych stronach postawiono mu pomnik.

## Dzieła
- Dominique Arago: Œuvres complètes. – Paris : Baudry/Gide 1854–1862 (Hrsg.: J. A. Barral).